# 静清信用金庫
静清信用金庫（せいしんしんようきんこ、英語：Seishin Shinkin Bank）は、静岡県静岡市葵区昭和町に本店を置く信用金庫である。静岡市のほか焼津市、藤枝市に店舗を展開する。
キャッチフレーズは、「街が好き 人がすき」である。
ATMでは、他の信用金庫のキャッシュカードによる入出金については一部時間手数料が免除となる。

## 沿革
- 1922年3月11日 - 有限責任信用組合静岡共同金庫として創業。
- 1943年7月23日 - 「静岡第一信用組合」に改称。
- 1948年7月15日 - 「静清信用組合」に改称。
- 1951年10月20日 - 「静清信用金庫」に改称。
- 1965年5月 - 本店を七間町から現在地に移転。
- 1976年11月15日 - 総合オンラインシステム稼動。
- 1989年6月 - 現在のシンボルマーク採用。
- 2017年12月 - 日本政策金融公庫静岡支店との協調融資商品「グッドチャレンジ」取扱開始[2]。
- 2023年11月13日 - この日から磁気の影響を受けにくい新しい通帳（Hi-Co通帳）を取扱開始した(Hi-Co通帳に対応していない信用金庫ATMではHi-Co通帳は使えない。)[3]。